# Awunkulat
Awunkulat (łac. avunculus – wuj ze strony matki) – system organizacji rodziny i taki system pokrewieństwa, w którym najważniejsza rola przypada bratu matki (wujowi). Wuj pełni rolę wzoru osobowego i to po nim siostrzeńcy dziedziczą pozycję społeczną lub majątek. Jest on najważniejszym męskim opiekunem dzieci swojej siostry. Rola ojca jest bardzo mała lub wręcz żadna.
Awunkulat dotyczy głównie rodzin matrylinearnych, w których pokrewieństwo oraz wspólnych przodków ustala się "po kądzieli", w związku z czym rola brata matki w rodzinie jest bardzo ważna. Można go jednak również odnaleźć w społecznościach patrylinearnych oraz w takich, które trudno zaliczyć do którejkolwiek z tych dwóch grup.
Według psychologów ewolucyjnych awunkulat pojawia się jako efekt niskiej (poniżej 70%) pewności ojcostwa. Gdy mężczyzna nie może być pewien, że dzieci urodzone przez jego partnerkę noszą jego geny (ponieważ np. w danej społeczności nieznana jest instytucja biologicznego ojcostwa, bezpieczniejszą strategią reprodukcyjną jest inwestowanie w dzieci swojej siostry, z którymi jest na pewno spokrewniony i które przekażą jego geny swoim potomkom.
U Trobriandczyków jest on szczególnie wyrazisty. Część tamtejszych plemion nie zna instytucji biologicznego ojcostwa, przez co zachodzi tam różna skala występowania nasilonych związków wuj – siostrzeńcy. Awunkulat praktykują także Indianie Navaho oraz mieszkańcy Wysp Salomona.
Zdaniem Claude'a Lévi-Straussa stosunki między wujem a siostrzeńcem są poddane rygorom wtedy, gdy ojciec i syn mogą odnosić się do siebie swobodnie, natomiast gdy w danej kulturze relacje ojca i syna są ściśle znormalizowane, wuj i siostrzeniec traktują się nawzajem familiarnie. Według badacza awunkulat i tradycyjne ojcostwo tworzą pary opozycyjne, co jest zgodne z proponowanym przez niego paradygmatem strukturalistycznym.